# Berliner Gramophone
Berliner Gramophone — американский лейбл звукозаписи, первый американский лейбл грампластинок. Для проигрывания записей, им издаваемых, требовался граммофон — изобретение Эмиля Берлинера.